# Pertusariales
Die Pertusariales sind eine Ordnung der Schlauchpilze (Ascomycota). Viele Vertreter bilden Flechten.

## Merkmale
Die meisten Arten sind Flechtenbildner. Als Photobionten treten bei den Icmadophilaceae Coccomyxa auf, bei den Pertusariaceae vorwiegend Trebouxia, als sekundärer Photobiont auch die Blaualge Calothrix.

## Systematik
Mit Stand 2022 zählen folgende Familien und Gattungen zur Ordnung:
- Agyriaceae, früher in einer eigenen Ordnung, zwei Gattungen
  - Agyrium mit drei Arten
  - Miltidea mit nur einer Art

- Coccotremataceae
  - Coccotrema mit 16 Arten
  - Gyalectaria mit drei Arten
  - Parasiphula mit sieben Arten

- Icmadophilaceae mit sieben Gattungen
  - Dibaeis mit etwa 14 Arten
    - Rosa Köpfchenflechte (Dibaeis baeomyces)

  - Icmadophila mit vier Arten
    - Heideflechte (Icmadophila ericetorum)

  - Knightiellastrum mit nur einer Art
  - Pseudobaeomyces mit zwei Arten
  - Siphula mit 26 Arten
  - Siphulella  mit nur einer Art
  - Thamnolia mit vier Arten
    - Totengebeinsflechte (Thamnolia vermicularis)

- Megasporaceae mit sechs Gattungen
  - Aspicilia mit etwa 200 Arten
  - Circinaria mit etwa 40 Arten
  - Lobothallia mit 12 Arten
  - Megaspora mit vier Arten
  - Sagedia mit etwa 30 Arten
  - Teuvoa mit fünf Arten

- Microcaliciaceae mit einziger Gattung
  - Microcalicium mit vier Arten

- Ochrolechiaceae mit einziger Gattung
  - Ochrolechia mit etwa 60 Arten

- Pertusariaceae mit drei Gattungen
  - Loxosporopsis mit nur einer Art
  - Porenflechten (Pertusaria) mit etwa 400 Arten
  - Thamnochrolechia mit nur einer Art

- Varicellariaceae mit einziger Gattung
  - Varicellaria mit acht Arten

- Variolariaceae mit einziger Gattung
  - Lepra mit 94 Arten